# Апостол Урван
Апостол Урван (Урбан) је био један од седамдесет Христових апостола. Апостол Павле га спомиње у својој Посланици Римљанима (Рим 16,9). 
Био је ранохришћански епископ Македоније и сарађивао је са Св. Андрејем од кога је био и постављен за епископа у Македонији.
Скончао је мученички од стране јевреја проповедајући Христову веру. Православна црква га прославља 31. октобра по јулијанском календару.